# Евангелическая церковь (Рюдингхаузен)
Евангелическая церковь в Рюдингхаузене (нем. Evangelische Kirche Rüdinghausen) — протестантская церковь, расположенная в районе Рюдингхаузен вестфальского города Виттен; современное здание храма было построено в центре кладбища по проекту берлинского архитектора Фридриха Августа Штюлера; открыта 11 мая 1864 года, стала памятником архитектуры в 1976 году.

## История и описание
Первое здание церкви было построено в Рюдингхаузене к 1323 году — храм стал результатом пожертвования со стороны местного аристократа Герхарда из Виттена. До этого времени приход относился к дортмундской церкви Святого Ринальда. Небольшое деревянное здание в Рюдингхаузене включало в себя и места жителей Аннена в задней части.
Деревянная церковь разрушилась на протяжении веков и в 1786 году была заменена новым зданием, которое существовало только до 1830 года. Третья церковь была построена на этом месте в 1830 году и использовалась для службы вплоть до постройки нынешней церкви в мае 1864 года. После этого она была переоборудована в жилые помещения и классные комнаты. Бывшая церковь и пристроенный к ней зал были проданы в 1990-х годах.
Сегодняшняя церковь была построена по планам берлинского архитектора Фридриха Августа Штюлера: здание в стиле «Rundbogenstil» было расположено посреди старого кладбища и открылось 11 мая 1864 года. С 1976 года церковь входит в список городских архитектурных памятников. С 1978 по 1982 год она была отреставрирована, а в 1984 году — получила новые окна в хоре. Башня-колокольня была отремонтирована в период с 2005 по 2009 год. Три стальных колокола, висящие сегодня в башне, были отлиты в 1870 году.